# Rodulfo G. Cantón
Rodulfo de Jesús G Cantón y Cámara (25 de diciembre de 1833 - 29 de julio de 1909) fue un abogado, empresario y político mexicano, nacido en Mérida, Yucatán y fallecido en París, Francia. Fue alcalde de la ciudad de Mérida en 1902, gobernador interino de Yucatán en 1903, en ausencia del entonces gobernador, Olegario Molina. También fue presidente del Consejo de Instrucción Pública del estado de Yucatán y presidente de la Sociedad Filarmónica de Mérida en 1873.

## Datos biográficos
Fue el tercero de doce hijos del matrimonio formado por Gregorio Cantón Cervera y Candelaria Cámara y Canto, pertenecientes ambos a familias novohispánicas de Yucatán, México, enlazadas a su vez por la sangre con familias de encomenderos, descendientes de los conquistadores españoles que llegaron a Mesoamérica en el siglo XVI y XVII. El apellido Cantón, es originario de la provincia de Álava, España.
A los 19 años, en 1852, fundó la Librería Meridana, que más tarde traspasó a su hermano Olegario. En 1855 fue secretario de la Prefectura de Mérida, Yucatán. En 1875 fue director del Conservatorio de Música y Declamación que había fundado un poco antes con el compositor yucateco José Jacinto Cuevas.
Fue presidente del Consejo de Instrucción Pública de 1875 a 1876 bajo el gobierno de Eligio Ancona.
En 1879 obtuvo, junto con su hermano Olegario, la concesión para construir la vía férrea entre Mérida y la ciudad sureña de Peto, trabajos que fueron terminados el año de 1900. Fue constructor también de la vía de ferrocarril entre la ciudad de Mérida y San Francisco de Campeche.
En 1902 fue elegido alcalde de Mérida y estando en ese cargo asumió interinamente la gubernatura del estado de Yucatán en una de las ausencias del gobernador Olegario Molina.
Fue presidente del Consejo de Administración del Banco Yucateco hasta su liquidación y fusión con el Banco Mercantil de Yucatán, formándose el Banco Peninsular Mexicano, que sería absorbido por el Banco Nacional de México.
Dentro de las actividades de corte cultural que desarrolló, fundó y dirigió la revista quincenal espiritista La Ley del Amor, que fue publicada en Yucatán entre 1876 y 1878.